# Résolution 961 du Conseil de sécurité des Nations unies
Membres permanents
- Chine
- États-Unis
- France
- Royaume-Uni
- Russie

Membres non permanents
- Argentine
- Brésil
- Djibouti
- Espagne
- Nigéria
- Nouvelle-Zélande
- Oman
- Pakistan
- République tchèque
- Rwanda

Résolution no 960 Résolution no 962
La résolution 961 du Conseil de sécurité des Nations Unies a été adoptée à l'unanimité le 23 novembre 1994. Après avoir rappelé les résolutions 637 (1989), 693 (1991), 714 (1991), 729 (1992), 784 (1992), 791 (1992), 832 (1993). ), 888 (1993) et 920 (1994), le Conseil a discuté de la mise en œuvre des accords de paix au Salvador et a prolongé le mandat de la Mission d'observation des Nations Unies au Salvador (ONUSAL) pour une dernière fois, jusqu'au 30 avril 1995. 
Le conseil s'est dit préoccupé par les retards dans la mise en œuvre de certaines parties des accords de paix, notamment ceux concernant : la démobilisation de la police et le transfert des terres, la réforme judiciaire, les programmes de réintégration des ex-combattants et les recommandations de la Commission de la vérité. Les efforts de l'ONUSAL pour soutenir la pleine mise en œuvre des accords signés par le gouvernement du Salvador et le Front Farabundo Martí de libération nationale (FMLN) ont été salués.
Tout en affirmant l'importance de la mise en œuvre de ces accords, le Conseil a également demandé que les conclusions du Groupe conjoint d'enquête sur les groupes armés illégaux à motivation politique soient suivies. Toutes les parties ont été appelées à coopérer avec le Représentant spécial du Secrétaire général Boutros Boutros-Ghali pour vérifier la mise en œuvre des accords, et le gouvernement du Salvador et le FMLN ont été tenus d'achever la mise en œuvre des mêmes accords.
Tous les États membres et institutions internationales ont été exhortés à contribuer à la mise en œuvre des accords de paix. Le secrétaire général a été prié de faire rapport sur le mandat et le retrait de l'ONUSAL avant le 31 mars 1995. Enfin, la mise en œuvre des accords de paix a été soulignée comme étant un objectif des Nations Unies.

## Voir également
- Guerre civile salvadorienne
- Élections législatives salvadoriennes de 1994
- Élection présidentielle salvadorienne de 1994
- Groupe d'observateurs des Nations Unies en Amérique centrale